# Edgar Neville Romrée
Edgar Neville Romrée (Madrid, 28 de desembre de 1899-Madrid, 23 d'abril de 1967) va ser un diplomàtic, escriptor, dramaturg, director de cinema i pintor espanyol. Va tenir el títol nobiliari de iv comte de Berlanga de Duero.

## Vida i obra
Va néixer a Madrid el 28 de desembre de 1899, al carrer de Trujillos. El seu pare va ser Edward Neville Riddlesdale, enginyer anglès que s'ocupava a Espanya dels negocis de l'empresa de motors del seu pare, establerta a Liverpool, Julius G. Neville & Co (posteriorment Societat Anglo-Espanyola de Motors); la seva mare era María Romrée y Palacios, filla del comte de Romrée i de la comtessa de Berlanga de Duero, títol que heretaria ell.
Passa la seva infància a la casa palatina que els seus avis els Romrée posseïen en la valènciana localitat d'Alfafar, lloc que sempre recordaria com un dels més feliços espais de la seva infantesa. Va viure també a La Granja de San Ildefonso (Segòvia) i va cursar estudis en el col·legi del Pilar, on es va relacionar amb els qui constituirien part de la futura intel·lectualitat espanyola. Des de molt aviat va mostrar afició a les lletres.
Sempre el va atreure el carnestoltes, afició que amb el temps portaria a les seves pel·lícules. Va estrenar en 1917 La Via Láctea amb la companyia de La Chelito, una comèdia al vodevil al mig acte. En aquest temps coneix a l'humorista i dibuixant Tono, qui arribaria a ser un dels seus millors amics.
Va cursar estudis de Dret sense gaire entusiasme, perquè aviat va mostrar afició pel teatre. Després del desengany amorós amb una jove actriu de l'època, es va allistar amb els hússars que eren destinats a la Guerra del Marroc. Va durar poc al Protectorat, perquè arran d'una malaltia és retornat a Espanya. Restablert, va participar en la tertúlia del Café Pombo, on coneix José López Rubio. Va marxar a Granada, on va aconseguir acabar els seus estudis d'advocat. Allí va entaular amistat amb el poeta Federico García Lorca i amb el músic gadità Manuel de Falla, amb qui va compartir la seva passió pel flamenc i les lletres.
Va casar amb la malaguenya Ángeles Rubio-Argüelles y Alessandri. Els esposos es van anar a viure a la carrer Alfonso XII, en una casa que li decora el seu amic l'arquitecte Carlos Arniches Moltó, al qual cal no confondre amb Carlos Arniches Barreda, el seu pare i famós comediògraf. En aquesta època va viatjar sovint a Màlaga, on l'editorial Imprenta Sur li publica els seus primers llibres. En aquells dies va entaular noves relacions amb el pintor Salvador Dalí i els poetes Manuel Altolaguirre, Emilio Prados o José María Hinojosa, tots ells pertanyents a la generació del 27.
Amb l'ànim de conèixer món va ingressar en 1922 en la carrera diplomàtica. Després de diversos llocs a l'estranger, va ser destinat com a Secretari d'Ambaixada a l'Ambaixada a Washington. També va viatjar a Los Angeles, lloc que el va atreure per les possibilitats que li oferia per a introduir-se en el món del cinema. Va aconseguir entaular amistat amb Charles Chaplin, qui li va contractar com a actor de repartiment en la seva pel·lícula Llums de la ciutat, on feia el paper de guàrdia. Chaplin li obre camins i la Metre Goldwyn Mayer el va contractar com dialoguista i guionista, ja que en aquella època es rodaven versions en espanyol amb destinació al món hispà. Una vegada consolidat com a resident a Hollywood, va començar a atreure la meca del cinema a molts dels seus amics: José López Rubio, Eduardo Ugarte, Tono, Luis Buñuel i Enrique Jardiel Poncela entre d'altres.
En els anys 1930 es va separar de la seva esposa, i es va relacionar sentimentalment amb Conchita Montes, una aristòcrata intel·lectual i artista ben relacionada. Gràcies en part a ella, va escapar de ser afusellat en els primers moments de la Guerra Civil. Va escapar a Londres, establint-se més tard en una residència que la seva família posseeix a Sant Joan Lohitzune, a Iparralde. En 1937 es va unir a l'exèrcit franquista com a reporter de guerra. En qualitat de tal va estar present en el front de Madrid, la batalla de Brunete i la pren de Bilbao, on va poder filmar paoroses escenes de la contesa que li produeixen profund impacte. Escriu també guions de pel·lícules de caràcter propagandístic com Juventudes de España (1938), La Ciudad Universitaria (1938) o Vivan los hombres libres (1939) i Carmen fra i rossi (1939). Acabada la guerra inicia la seva activitat cinematogràfica i teatral, lloada per tots els crítics de llavors i publica la seva obra "Frente de Madrid", obra vista des de les trinxeres que envoltaven Madrid.
Acabada la guerra, i guiat pel seu amic Ricardo Soriano Sholtz Von Hermensdorff, Marquès d'Ivanrey, va adquirir una residència a Marbella a la qual, per nostàlgia dels seus dies a Califòrnia, va anomenar "Malibú." Allí es va instal·lar amb la seva companya Conchita Montes. La seva ja esmentada afició per la gastronomia va ser el que va posar en perill la seva salut, passant per diversos tractaments i clíniques d'aprimament.
Va optar per un humor no compromès políticament, que va conrear en tots els gèneres: teatre, poesia, novel·la, cinema, pintura... Des de les seves posicions de privilegi ells i els seus amics criticaven sense aspror els costums de la mateixa burgesia de llavors, com la cursileria i l'absurd. Juntament amb Tono, Antonio Mingote i Mihura escriu en la revista d'humor La Codorniz, successora del setmanari La Ametralladora, que Mihura va publicar a Sant Sebastià.
Destacà sobretot com a director de cinema. La vida en un hilo va tenir un gran èxit de públic. Es va gestar primer com a pel·lícula i més tard va ser convertida en comèdia musical pel seu fill Santiago. És una reflexió riallera sobre els mecanismes de l'atzar, alhora que un al·legat contra la burgesia entesa com a malaltia de l'ànima, contra la cursilería i contra l'estretor de mires disfressada de sentit comú. També va ser un gran èxit l'obra teatral El baile, que es va mantenir en cartell durant set anys. Tracta d'un trio amorós que triomfa sobre el temps i les generacions. Portada al cinema, es distingia pels seus àgils i brillants diàlegs, on alternen tendresa i disbarat. A més d' El baile, va estrenar altres comèdies de teatre com Margarita y los hombres (1934), Veinte añitos (1954), Rapto (1955), Adelita (1955), Prohibido en otoño (1957), Alta fidelidad (1957) o La extraña noche de bodas (1961), així com l'adaptació teatral de La vida en un hilo en 1959.
Va conrear també altres gèneres cinematogràfics, com el cinema policíac espanyol, amb obres com La torre de los siete jorobados (1944) o El crimen de la calle de Bordadores (1946). Quant al musical, va deixar una valuosa pel·lícula documental sobre l'estat del flamenc a l'altura de 1952 titulada Duende y misterio del flamenco.

## Premis
Medalles del Cercle d'Escriptors Cinematogràfics
| Any  | Categoria                | Pel·lícula         | Resultat  |
| ---- | ------------------------ | ------------------ | --------- |
| 1946 | Millor argument original | La vida en un hilo | Guanyador |
| 1946 | Millor guió              | La vida en un hilo | Guanyador |
| 1950 | Millor argument original | El último caballo  | Guanyador |

## Filmografia com a director
- El presidio (1930)
- Yo quiero que me lleven a Hollywood (1931)
- Do, Re, Mi, Fa, Sol, La, Si o La vida privada de un tenor (1934)
- El malvado Carabel (1935)
- La señorita de Trévelez (1936)
- Juventudes de España (1938)
- La Ciudad Universitaria (1938) - documental sobre la Batalla de la Ciutat Universitària
- Vivan los hombres libres (1939)
- Santa Rogelia (1939)
- Frente de Madrid (1939)
- Verbena (1941)
- Sancta Maria (1942)
- La parrala (1942)
- Correo de Indias (1942)
- Café de París (1943)
- La torre de los siete jorobados (1944)
- Domingo de carnaval (1945)
- La vida en un hilo (1945)
- El crimen de la calle de Bordadores (1946)
- El traje de luces (1946)
- Nada (1947)
- El Marqués de Salamanca (1948)
- El señor Esteve (1948)
- El último caballo (1950)
- Cuento de hadas (1951)
- El cerco del diablo (1951)
- Duende y misterio del flamenco (1952)
- La ironía del dinero (1955)
- El baile (1959)
- Mi calle (1960)

## Obres literàries
- Frente de Madrid, Madrid, Espasa-Calpe, 1941
- Marramiau, Madrid, Escelicer, 1958
- La vida en un hilo, Madrid, Escelicer, 1959
- Alta fidelidad, Madrid, Escelicer, 1960
- Teatro de Edgar Neville, Madrid, Biblioteca Nueva, 1963
- Amor huido, Madrid, Taurus, 1965
- El día más largo de Monsieur Marcel, Madrid, Afrodisio Aguado, 1965
- La familia Mínguez, Madrid, Afrodisio Aguado, 1967
- Prohibido en otoño, Madrid, Escelicer, 1968
- Teatro selecto de Edgar Neville, Madrid, Escelicer, 1968
- Margarita y los hombres, Madrid, Escelicer, 1969
- Judith y Holofernes, Madrid, Ediciones El Observatorio, 1986
- Su último paisaje, y otros poemas. Ayuntamiento de Málaga, 1991
- El baile. Cuentos y relatos cortos, Madrid, Castalia, 1996
- Don Clorato de Potasa, Madrid, Espasa Calpe, 1998
- Eva y Adán, Zaragoza, Libros del Innombrable, 2000
- Flamenco y cante jondo, Madrid, Rey Lear, 2006
- Producciones García, S.A., Madrid, Castalia, 2007
- La piedrecita angular, Madrid, Clan, 2011
- Mi España particular: guía arbitraria de los caminos turísticos y gastronómicos de España, Madrid, Reino de Cordelia, 2011